# Roykey

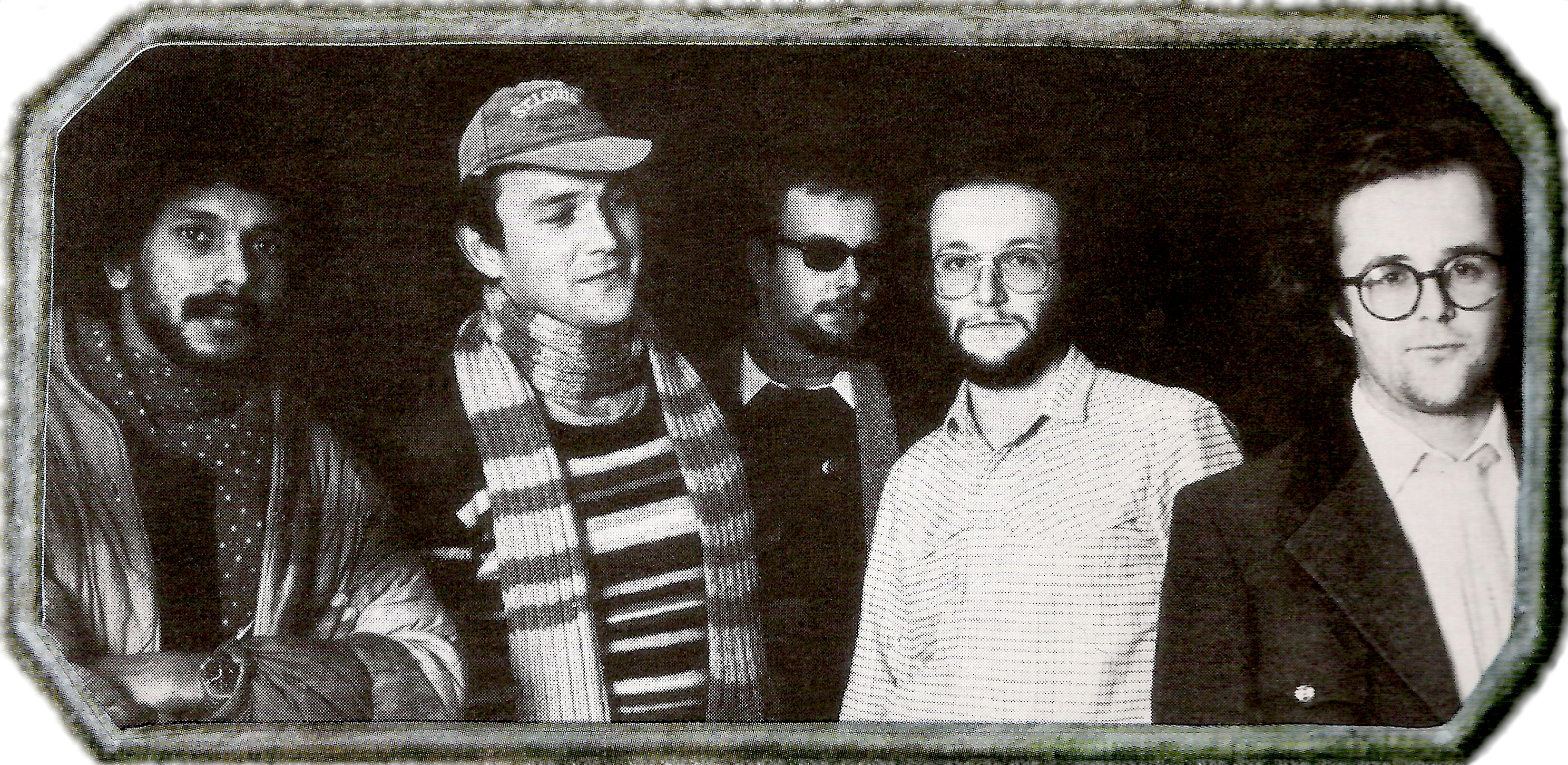
Oktagon 1982
v. l. n. r.: Roykey Wydh, Litschie Hrdlička, Alfons Weindorf, Berthold Weindorf, Hermann Weindorf

Roykey Wydh (* 22. August 1955 auf Aruba; † 9. Dezember 2017 in München) war ein niederländischer Musiker der Stilrichtungen Weltmusik, Jazz, Reggae, Roots und Ragga. In den letzten Jahren war er auch als Roykey Creo aufgetreten.

## Leben

### Bis 1990
Roykey Wydh hatte indische, ägyptische, afrikanische und französische Wurzeln. Er wuchs auf der niederländisch-regierten Antillen-Insel Aruba auf, die vor der Küste von Venezuela liegt und einen Schmelztiegel aus afrikanischen, südamerikanischen und europäischen Kulturen bildete.
Anfang der 1980er kam er nach Europa und arbeitete als Live- und Studio-Gitarrist für Acts wie Snowball, Klaus Doldingers Passport, Oktagon, Inga Rumpf, Lionel Richie, Patrick Gammon, Brian Auger, Jolly Kunjappu und Linton Kwesi Johnson.
Bald nahm er sein erstes Solo-Album Secret Message (1984) auf, ein instrumentales Jazz-Album, das von Virtuosität und technischer Perfektion geprägt war. Während er die Musik selbst schrieb, arrangierte und produzierte, wurde sein Gitarrenspiel von verschiedenen musikalischen Gästen wie den Schlagzeugern Curt Cress und Alphonse Mouzon, dem Gitarristen Larry Coryell, dem Bassisten Wolfgang Graf sowie Alex Bernauer am Synthesizer ergänzt. 1990 nahm er mit Stefan Diestelmann das Blues-Album Auf Ein Wort Noch auf.

### 1990er-Jahre
In den 1990ern begann Roykey Wydh eine Solokarriere. Dafür entwickelte er einen ganz eigenen Musikstil, den er Creo nannte, in Anlehnung an seine kreolische Heimat Aruba. Die Songtexte schrieb er teils in Englisch, teils auch in Papiamentu, dem aus der Amtssprache Niederländisch, afrikanischen Dialekten und Englisch zusammengesetzten kreolischen Idiom Arubas. Er übernahm neben der Leadgitarre auch den Leadgesang und bei Studioaufnahmen weitere Instrumente wie Bass, Keyboard, Schlagzeug und Percussion.
„Mir wurde klar, dass es für mich darum gehen müsste, die verschiedenen musikalischen Traditionen, deren Erbe ich in mir trage, zu einem homogenen Ganzen zu verschmelzen: Afro, Reggae und Blues. So ab dem Jahresanfang 1990 begann ich dann, wirklich konkretere Vorstellungen zu entwickeln, über Songs zu meditieren. Ich ließ mir bewußt Zeit, bis alles runder, harmonischer wurde und ich vor allem in meinem Gitarrenspiel zu einer ganz bestimmten Einfachheit fand.“ (Roykey: https://www.bscmusic.com/de/artist_zone/121/roykey.htm)
So entstand ein Sound, den Roykey mal Creo-Reggae, mal Creo-Blues nannte. 1993 erschien das erste Album Creo Roots. Ruhige Songs mit akustischer Gitarre wechselten sich ab mit Stücken, die von E-Gitarre und Keyboard-Einsatz geprägt sind. Außerdem kamen Percussioninstrumente sowie Trompete, Posaune und Saxophon zum Einsatz.
Es folgten Konzerte im gesamten deutschen Sprachraum. Aus Konzertmitschnitten entstand das Live-Album It Smells Live (1994). Darauf waren auch viele neue Titel enthalten, die vermehrt von politischen Themen wie Krieg, Waffenexporten und Korruption handelten. 2006 erschien eine Neuauflage mit dem zusätzlichen Titel Saying Save the World.
Im Januar 1996 erschien das neue Studio-Album Look Arong, wozu Roykey erklärte: „Es ging uns diesmal darum, unseren Creo Reggae so klar herauszuarbeiten wie möglich. Deshalb haben wir die Afro-, Funk- und Jazz-Elemente reduziert.“ Erneut befasst sich Roykey in seinen Songs mit politischen Themen wie Umweltverschmutzung und Hungersnöten oder auf ernsthafte Art mit Phänomenen aus dem zwischenmenschlichen Bereich. In seinen Texten benutzte Roykey bewusst jenes Englisch, das er in den Straßen von Aruba gelernt hat, denn: „Diese Sprache findet man zwar in keinem Wörterbuch und lernt sie in keinem Englisch-Kursus, aber sie transportiert die Realität lebendiger und ungeschminkter als das offizielle Englisch. Ich habe sie gewissermaßen auf der Universität des Lebens gelernt!“
Darauf folgte das Best-of-Album Guitar Man. Neben einer Auswahl der von Roykey selbst geschriebenen Songs enthielt es als Titelstück eine neue Cover-Version des Liedes The Guitar Man von Bread aus dem Jahr 1972.
Nach der Jahrtausendwende zog er für einige Jahre nach New York, um in der dortigen Musikszene zu arbeiten.

### Ab 2004
2004 kehrte Roykey nach Deutschland zurück, wo er mit neu besetzter Band das Album C.R.E.O. (2007) aufnahm. Dabei mischte er seinen Reggae-Stil abermals neu zusammen und integrierte neben Ragga-, Hip-Hop, Blues- und Weltmusik-Einflüssen auch Elemente europäischer Folklore.
Bis zu seinem Lebensende trat Roykey auf Festivals und eigenen Konzerten im deutschsprachigen Raum auf. Der neue Song Shake gehörte ebenso wie ältere Lieder, u. a. Jogging, Randy und Guitar Man, zu den festen Bestandteilen seiner Auftritte. Außerdem spielte er häufig Lieder von Bob Marley.
Ab 2014 veröffentlichte Roykey einzelne Songs digital, unter anderem instrumentale Stücke. 2017 zeigte er kurze Samples aus neuen Aufnahmesessions, auf denen auch wieder Albrecht Huber auf der Trompete zu hören war. Am 1. Dezember 2017 gab er in der Oberpfalz ein Konzert, das sein letztes sein würde.
Roykey Wydh verstarb unerwartet am 9. Dezember 2017 in München.

## Diskographie

### Als Studio-Gitarrist
- 1980: Follow the White Line (Snowball)[19]
- 1982: Orientation (Oktagon)
- 1982: Just Fun (Frank Loef, Gert Wilden)
- 1982: Malata Suite (Brüning V. Alten's Sunrise Orchestra)
- 1982: I Love Dancing (mit Jolly Kunjappu)
- 1984: Scratch My Back (Lied von Charles Amoah auf Sweet Vibration)
- 1985: Running In Real Time (Passport, einzelne Lieder)
- 1986: Warm Embrace (Jolly Kunjappu)
- 1987: Orient Express (Lied von Anette Hopfenmüller auf Behind The Dunes)
- 1988: Talk Back (Passport)
- 2004: So Called Friends (Toni Spearman)[20]

### Singles
- 1993: Jogging / Jump Back (mit Creo Roots)
- 1995: Just a Little Bit
- 1996: Get on Board / Saying Save the World (mit Creo Roots)
- 1998: Jogging
- 2014: Feel Da Sun on Your Skin (mit Blue 34, als Roykey Creo)
- 2015: 4 You (als Roykey Creo)
- 2016: Never Let This Feeling Go (mit Blue 34, als Roykey Creo)
- 2017: Came from Far All Over (als Roykey Creo)[4]
- 2017: BRD (mit Stefan Diestelmann, von 1990)[21]

### Alben
- 1984: Secret Message (mit Larry Coryell, Alphonse Mouzon u. a.)
- 1990: Auf ein Wort noch (mit Stefan Diestelmann)
- 1993: Creo Roots
- 1994: It Smells Live (mit Creo Roots)
- 1995: Look Arong (mit Creo Roots)
- 1998: Guitar Man (mit Creo Roots)
- 2007: C.R.E.O.